# 趙仲容
趙仲容（1905年—1951年3月25日），字永寬，中華民國陸軍中將，山西省崞縣人，北京朝陽大學法律系畢業，莫斯科中山大學畢業，曾任包頭縣縣長、三民主義青年團中央幹事會常務幹事、抗日戰爭第十二戰區駐北平辦事處處長、國民黨中央執行委員會常務委員、行憲後第一屆立法委員，二次國共內戰時被派往監視傅作義，傅作義叛變後趙仲容遭到囚禁，1951年3月25日被槍決於北京永定門刑場。

## 生平
生於晚清山西省太原府代州崞縣，太原中學時加入中國國民黨，1922年就讀北京朝陽大學法律系，1925年與蔣經國一同由國民黨派往莫斯科中山大學深造，返國後任職國民黨北平市黨部，1936年受山西省主席徐永昌賞識派任為包頭縣縣長。1937年抗戰爆發，10月包頭淪陷後被迫撤離，同年任抗日戰爭第八戰區少將參議，1938年三民主義青年團成立，任綏遠省三民主義青年團籌備主任，歷主任、書記長等職，1943年當選三民主義青年團中央幹事會常務幹事，1945年任國民黨第六屆候補中央監委，抗戰結束後晉升為中將，擔任張垣綏靖公署駐北平辦事處處長，1947年當選國民黨中央常務委員，1948年行憲後當選山西省第二選區第一屆立法委員。
1947年二次國共內戰爆發，張垣綏靖公署主任傅作義改編華北剿匪總司令。1948年底隨著中華民國政府戰況急轉直下，平津遭到中國人民解放軍包圍，華北僅剩北平傅作義20萬大軍。1949年1月14日，傅作義經過第三方蘇靜、鄧寶珊等人與中共接觸，達成和平協議。1月16日，銜命與中華民國國防部長鄭介民前往華北剿總催促傅作義趕快南下，奉命監視傅作義。1949年1月31日，北平淪陷，被傅作義留置而無法搭機離開。6月，遭到中共關押並抄家。周北峰負責查抄家，晚年曾追述，當時趙仲容冥頑不靈，堅決不投降，也不願意接受到華北革命大學接受思想改造，若他願降其地位應可高於傅作義。
1951年3月25日，槍決於北京永定門刑場。

### 紀念
死後其家人遭到無情打壓與迫害。妻子經瑞雲關押長達20年，女兒被派往內蒙古勞改，受不了壓迫而自殺，另外兩個女兒受迫害而精神異常。改革開放後趙仲容女兒趙安娜移居海外，開始為父親入祀中華民國臺北忠烈祠努力。2018年2月，中華民國國防部長馮世寬批准追認趙仲容烈士身份。3月27日，趙仲容入祀國民革命忠烈祠，成為政府遷台後，在中國大陸殉國入祀忠烈祠官階的最高將領。
111年5月10日中華民國陸軍司令徐衍璞上將率重要幹部及官兵代表，於國民革命忠烈祠主持中華民國忠烈將士故趙仲容中將及李民彝將軍祭祀典禮。   